# TBK1
TBK1 (TANK-binding kinase 1) je enzym s kinázovou aktivitou. Konkrétně se jedná o serin/treonin-protein kinázu. V lidském genomu je kódována genem TBK1. Tato kináza je známá především pro svou roli v antivirové odpovědi přirozené imunity. TKB1 nicméně také reguluje buněčnou proliferaci, apoptózu, autofágii a protinádorovou imunitu. Nedostatečná regulace aktivity TBK1 vede k autoimunitním, neurodegenerativním či nádorovým onemocněním.

## Struktura a regulace aktivity
TBK1 je nekanonickou I{\displaystyle \kappa }B kinázou (IKK). Sdílí sekvenční homologii s kanonickými IKK, které fosforylují inhibitor jaderného faktor kappa B (NFkB).
Na N-konci proteinu se nachází kinázová doména (region 9-309), na niž navazuje ubiquitin-like doména (region 310-385). C-konec je tvořen dvěma coil-coiled strukturami (region 407-713), které zajišťují homodimerizaci (dimerizační doména).
Pro kinázovou aktivitu je nezbytná autofosforylace serinu 172, které předchází homodimerizace a ubiquitinylace lysinů 30 a 401. Fosforylace serinu 172 zajišťuje správnou vzájemnou orientaci N a C-koncového laloku, které tato kináza tvoří, a mezi nimiž je aktivní místo.

## Zapojení do signálních drah
TBK1 je zapojena v mnoha signálních drahách a tvoří mezi nimi uzel. Z tohoto důvodu je vyžadována regulace jejího zapojení v jednotlivých signálních drahách. To zajišťují adaptorové proteiny, které interagují s dimerizační doménou TBK1 a určují její lokalizaci a přístup k substrátům. Vazba TBK1 na adaptor TANK zajišťuje její lokalizaci k perinukleárnímu regionu a zapojení do dráhy vedoucí k produkci interferonů typu I (INFI). Naproti tomu vazba na adaptory NAP1 a SINTBAD zajišťuje TBK1 lokalizaci volně v cytoplasmě a její zapojení do autofágie. Dalším adaptorovým proteinem, který určuje lokalizaci TBK1 je TAPE, který ji směřuje k endolyzozomu.
Hlavní pozornost je věnována roli TBK1 v přirozené imunitě, především její roli v antivirové obraně. TBK1 je v tomto ohledu redundantní s IKKε, nicméně TBK1 se zdá být důležitější. Po spuštění protivirové signalizace přes PRR (pattern recognition receptory) dochází k aktivaci TBK1. Ta následně fosforyluje transkripční faktor IRF3, který je translokován do jádra, a dochází k produkci INFI.
Dále se TBK1 jako nekanonická IKK zapojena do nekanonické NFkB dráhy. V této dráze fosforyluje p100/NFkB2, který je následně štěpen v proteazomu a uvolněn jako podjednotka p52, která následně dimerizuje s RelB a spouští genovou expresi.
V případě kanonické dráhy je komplex proteinů NF-kappa-B (NFkB) - jedná se o transkripční faktory - inhibován proteiny I-kappa-B (IkB), které inaktivují NFkB tím, že zabraňují jeho translokaci do jádra. Fosforylace serinových zbytků na IkB proteinech IKB kinázami (IKK) je označuje k ubiquitinylaci a následné destrukci v proteazomu. To umožňuje translokaci komplexu NFkB do jádra.
TBK1 podněcuje autofágii jako odpověď na přítomnost patogenů a jejich zneškodnění. Dále je TBK1 zapojena například v regulaci buněčné proliferace, apoptózy či metabolismu.

## Interakce
TBK1 interaguje s:
- NCK1,[8]
- TANK, [9]
- TRAF2[9][10]
- TBKBP1 neboli SINTBAD
- TAPE[1]

TBK1 fosforyluje a zajišťuje tak translokaci do jádra transkripčních faktorů IRF3, IRF7  a ZEB1.

## Klinický význam
Deregulace aktivity TBK1 a mutace v tomto proteinu jsou asociovány s mnoha onemocněními. Jelikož se jedná o regulátor buněčného přežívání, deregulace aktivity je spojená s mnohými nádorovými onemocněními. Kromě nádorových onemocnění se jedná též o auitoimunitní (například revmatoidní artritida, systémový lupus) a neurodegenerativní onemocnění (například amylotrofická laterální skleróza či dětská encefalitida způsobená virem herpex simplex).
Ztráta TBK1 je u myší letální již v období embryonálního vývoje.
Inhibice IKK a IKK-příbuzných kináz - IKKε a TBK1 je studována jako možný přístup při léčbě zánětlivých a autoimunitních onemocněních onemocnění či rakoviny.